# Cratere Thrud
Thrud è un cratere sulla superficie di Cerere.